# دفارز دور فلاندرز للسيدات 2021
دفارز دور فلاندرز للسيدات 2021 (بالفرنسية: À travers les Flandres féminin 2021)‏ هو سباق دراجات هوائية، وهو الموسم رقم 9 من دفارز دور فلاندرز للسيدات، وأقيم في 31 مارس 2021، وامتدّ لمسافة 122.2 كيلومتر، وهو أحد سباقات سباق الدراجات على الطريق للسيدات 2021، وشارك فيه 163 متسابقاً ووصل إلى نهايته 108 متسابقاً.
فاز بالمركز الأول أنيميك فان فليوتن، وبالمركز الثاني كاتارزينا نيفيادوما، وبالمركز الثالث الكسيس ريان.

## الفرق
| فرق سيدات عالمية (8)- ألي بي تي سي ليوبليانا 2021 ‏ - Liv AlUla Jayco ‏ - كانيون إس آر إيه إم راسينغ 2021 ‏ - فريق سنويب للسيدات 2021 ‏ - FDJ–Suez ‏ - ليف ريسينغ 2021 ‏ - موفيستار للسيدات 2021 ‏ - Lidl–Trek (women's team) ‏ فرق دراجات قارية سيدات (19)- أيه آر مونكس برو سيكلينج للسيدات 2021 ‏ - اركيا للسيدات 2021 ‏ - بنجوال شوفالمير 2021 ‏ - بيزكايا دورانجو 2021 ‏ - كووب-هايتك برودكتس 2021 ‏ - دولتشيني فان إيك بروكسيموس 2021 ‏ - دروبز-لي كول 2021 ‏ - جامبو فيسما للسيدات 2021 ‏ - لوتو سودال للسيدات 2021 ‏ - لفيف للسيدات 2021 ‏ - ماسي تكتيك 2021 ‏ - مولتم أكاونتس 2021 ‏ - إن إكس تي جي ريسينغ 2021 ‏ - باركهوتل فالكنبورغ 2021 ‏ - بلانتور بورا 2021 ‏ - روبل كليننينج-شامبين 2021 ‏ - شارينت ماريتايم سيكلينج للسيدات سيكلينج 2021 ‏ - EF Education–Tibco–SVB ‏ - فالكار سيلانس 2021 ‏ |  |
| |  |

## المشاركون
| Lidl–Trek (women's team) ‏ TFS | Lidl–Trek (women's team) ‏ TFS | Lidl–Trek (women's team) ‏ TFS |
| ----------------------------- | ----------------------------- | ----------------------------- |
| م                             | عداء                          | مرتبة                         |
| 1                             | Ellen van Dijk                | 9                             |
| 2                             | لوسيندا براند                 | 50                            |
| 3                             | Audrey Cordon-Ragot (طريق)    | 22                            |
| 4                             | Lizzie Deignan                | 21                            |
| 5                             | إليسا ونغو بورغيني (طريق)     | 30                            |
| 6                             | روث ويندر                     | 49                            |

| فريق سنويب للسيدات ‏ DSM | فريق سنويب للسيدات ‏ DSM | فريق سنويب للسيدات ‏ DSM |
| ----------------------- | ----------------------- | ----------------------- |
| م                       | عداء                    | مرتبة                   |
| 11                      | لورينا ويبيس            | لم يكمل السباق          |
| 12                      | جولييت لابوس            | 16                      |
| 13                      | ليان ليبرت              | 20                      |
| 14                      | فلورتجي ماكايج          | 7                       |
| 15                      | فايفر جورجي             | 53                      |
| 16                      | Julia Soek ‏             | 106                     |

| Liv AlUla Jayco ‏ BEX | Liv AlUla Jayco ‏ BEX | Liv AlUla Jayco ‏ BEX |
| -------------------- | -------------------- | -------------------- |
| م                    | عداء                 | مرتبة                |
| 21                   | غريس براون           | 6                    |
| 22                   | Teniel Campbell ‏     | 82                   |
| 23                   | Arianna Fidanza ‏     | 43                   |
| 24                   | سارة روي (طريق)      | 24                   |
| 25                   | Moniek Tenniglo ‏     | 48                   |
| 26                   | Urška Žigart ‏        | 104                  |

| موفيستار للسيدات ‏ MOV | موفيستار للسيدات ‏ MOV    | موفيستار للسيدات ‏ MOV |
| --------------------- | ------------------------ | --------------------- |
| م                     | عداء                     | مرتبة                 |
| 31                    | أنيميك فان فليوتن (طريق) | 1                     |
| 32                    | باربرا جوارشي            | 102                   |
| 33                    | أود بيانيك               | 105                   |
| 34                    | أليسيا غونزاليس بلانكو   | لم يكمل السباق        |
| 35                    | غلوريا رودريغيز          | لم يكمل السباق        |
| 36                    | ليا توماس                | 14                    |

| ليف ريسينغ ‏ LIV | ليف ريسينغ ‏ LIV  | ليف ريسينغ ‏ LIV |
| --------------- | ---------------- | --------------- |
| م               | عداء             | مرتبة           |
| 41              | Valerie Demey ‏   | 46              |
| 42              | أليسون جاكسون    | 5               |
| 43              | Jeanne Korevaar ‏ | 19              |
| 44              | Evy Kuijpers ‏    | 103             |
| 45              | ثريا بالادين     | 18              |
| 46              | Marta Jaskulska ‏ | 34              |

| كانيون–إس آر إيه إم ‏ CSR | كانيون–إس آر إيه إم ‏ CSR | كانيون–إس آر إيه إم ‏ CSR |
| ------------------------ | ------------------------ | ------------------------ |
| م                        | عداء                     | مرتبة                    |
| 51                       | Neve Bradbury ‏           | 86                       |
| 52                       | Alice Barnes             | 54                       |
| 53                       | كاتارزينا نيفيادوما      | 2                        |
| 54                       | Elise Chabbey ‏ (طريق)    | 38                       |
| 55                       | إيلا هاريس               | لم يكمل السباق           |
| 56                       | الكسيس ريان              | 3                        |

| يو أي أيه تيم ‏ ALE | يو أي أيه تيم ‏ ALE | يو أي أيه تيم ‏ ALE |
| ------------------ | ------------------ | ------------------ |
| م                  | عداء               | مرتبة              |
| 61                 | مارتا باستيانيلي   | 32                 |
| 62                 | Maaike Boogaard ‏   | 44                 |
| 63                 | يوجينة بوجاك       | 8                  |
| 64                 | تاتيانا جوديرزو    | 108                |
| 66                 | صوفي رايت          | لم يكمل السباق     |

| FDJ–Suez ‏ FDJ | FDJ–Suez ‏ FDJ     | FDJ–Suez ‏ FDJ |
| ------------- | ----------------- | ------------- |
| م             | عداء              | مرتبة         |
| 71            | Stine Borgli ‏     | 10            |
| 72            | برودي شابمان      | 73            |
| 73            | Clara Copponi ‏    | 31            |
| 74            | Victorie Guilman ‏ | 89            |
| 75            | Marie Le Net ‏     | 74            |
| 76            | Évita Muzic ‏      | 17            |

| جامبو فيسما للسيدات ‏ TJV | جامبو فيسما للسيدات ‏ TJV | جامبو فيسما للسيدات ‏ TJV |
| ------------------------ | ------------------------ | ------------------------ |
| م                        | عداء                     | مرتبة                    |
| 81                       | Teuntje Beekhuis ‏        | 36                       |
| 82                       | أنوسكا كوستر             | 26                       |
| 83                       | بيرنيل ماثيسين           | لم يكمل السباق           |
| 85                       | Karlijn Swinkels ‏        | 27                       |
| 86                       | Julie Van de Velde ‏      | 29                       |

| بلانتور بورا سيلينج تيم ‏ PLP | بلانتور بورا سيلينج تيم ‏ PLP | بلانتور بورا سيلينج تيم ‏ PLP |
| ---------------------------- | ---------------------------- | ---------------------------- |
| م                            | عداء                         | مرتبة                        |
| 91                           | Yara Kastelijn ‏              | 15                           |
| 92                           | Aniek van Alphen ‏            | 69                           |
| 93                           | ساني كانت                    | 25                           |
| 94                           | Julie De Wilde ‏              | 96                           |
| 95                           | Marthe Truyen ‏               | لم يكمل السباق               |
| 96                           | إنج فان دير هيدين            | 42                           |

| دولتشيني فان إيك بروكسيموس ‏ DVE | دولتشيني فان إيك بروكسيموس ‏ DVE | دولتشيني فان إيك بروكسيموس ‏ DVE |
| ------------------------------- | ------------------------------- | ------------------------------- |
| م                               | عداء                            | مرتبة                           |
| 101                             | Marieke de Groot ‏               | لم يكمل السباق                  |
| 102                             | Amber Aernouts‏                  | لم يكمل السباق                  |
| 103                             | Victoire Berteau ‏               | لم يكمل السباق                  |
| 104                             | Nicole Steigenga ‏               | 79                              |
| 105                             | Jade Lenaers‏                    | لم يكمل السباق                  |
| 106                             | Fien van Eynde ‏                 | 93                              |

| لوتو بيليسول للسيدات ‏ LSL | لوتو بيليسول للسيدات ‏ LSL | لوتو بيليسول للسيدات ‏ LSL |
| ------------------------- | ------------------------- | ------------------------- |
| م                         | عداء                      | مرتبة                     |
| 111                       | Anna Plichta ‏             | 99                        |
| 112                       | Elise vander Sande‏        | 76                        |
| 113                       | Lone Meertens ‏            | لم يكمل السباق            |
| 114                       | حنا نيلسون                | 12                        |
| 115                       | Abby-Mae Parkinson ‏       | 84                        |

| اركيا للسيدات ‏ ARK | اركيا للسيدات ‏ ARK       | اركيا للسيدات ‏ ARK |
| ------------------ | ------------------------ | ------------------ |
| م                  | عداء                     | مرتبة              |
| 121                | بولين ألين               | لم يكمل السباق     |
| 122                | شارلوت بيكر              | 88                 |
| 123                | Léa Curinier ‏            | 87                 |
| 124                | Sandra Levenez ‏          | 107                |
| 125                | Amandine Fouquenet ‏      | 65                 |
| 126                | Marie-Morgane Le Deunff ‏ | لم يكمل السباق     |

| بنجوال شوفالمير ‏ CCT | بنجوال شوفالمير ‏ CCT | بنجوال شوفالمير ‏ CCT |
| -------------------- | -------------------- | -------------------- |
| م                    | عداء                 | مرتبة                |
| 141                  | Claudia Jongerius‏    | لم يكمل السباق       |
| 142                  | Caren Commissaris‏    | لم يكمل السباق       |
| 143                  | Justine Ghekiere ‏    | لم يكمل السباق       |
| 144                  | Demmy Druyts ‏        | لم يكمل السباق       |
| 145                  | كيلي فان دن ستين     | 80                   |
| 146                  | ثاليتا دي جونج       | 13                   |

| باركهوتل فالكنبورغ ‏ PHV | باركهوتل فالكنبورغ ‏ PHV | باركهوتل فالكنبورغ ‏ PHV |
| ----------------------- | ----------------------- | ----------------------- |
| م                       | عداء                    | مرتبة                   |
| 151                     | Leonie Bos ‏             | لم يكمل السباق          |
| 152                     | Lieke Nooijen ‏          | 70                      |
| 153                     | Pien Limpens ‏           | 66                      |
| 154                     | فيمكا ماركوس            | 56                      |
| 155                     | Julia van Bokhoven ‏     | 45                      |
| 156                     | كيرستي فان هافتن        | لم يكمل السباق          |

| EF Education–Tibco–SVB ‏ TIB | EF Education–Tibco–SVB ‏ TIB | EF Education–Tibco–SVB ‏ TIB |
| --------------------------- | --------------------------- | --------------------------- |
| م                           | عداء                        | مرتبة                       |
| 161                         | إيفا بورمان                 | 37                          |
| 162                         | كريستين فولكنر              | 51                          |
| 163                         | Sarah Gigante ‏              | 11                          |
| 164                         | نينا كيسلر                  | 55                          |
| 165                         | Tanja Erath ‏                | 85                          |
| 166                         | Eri Yonamine ‏               | 52                          |

| فالكار سيلانس ‏ VAL | فالكار سيلانس ‏ VAL | فالكار سيلانس ‏ VAL |
| ------------------ | ------------------ | ------------------ |
| م                  | عداء               | مرتبة              |
| 171                | إيلينا بيروني      | لم يكمل السباق     |
| 172                | Vittoria Guazzini ‏ | 4                  |
| 173                | Silvia Persico ‏    | 71                 |
| 174                | Silvia Pollicini ‏  | لم يكمل السباق     |
| 175                | Martina Alzini ‏    | لم يكمل السباق     |
| 176                | Margaux Vigié ‏     | لم يكمل السباق     |

| أيه آر مونكس برو سيكلينج للسيدات ‏ ASA | أيه آر مونكس برو سيكلينج للسيدات ‏ ASA | أيه آر مونكس برو سيكلينج للسيدات ‏ ASA |
| ------------------------------------- | ------------------------------------- | ------------------------------------- |
| م                                     | عداء                                  | مرتبة                                 |
| 181                                   | Katia Ragusa ‏                         | 60                                    |
| 182                                   | Maria Novolodskaya ‏                   | 28                                    |
| 183                                   | Lizbeth Salazar ‏                      | 35                                    |
| 184                                   | Jade Teolis‏                           | لم يكمل السباق                        |
| 185                                   | Maria Vittoria Sperotto ‏              | 57                                    |
| 186                                   | Mariia Miliaeva ‏                      | لم يكمل السباق                        |

| ماسي تكتيك تيم للسيدات ‏ MAT | ماسي تكتيك تيم للسيدات ‏ MAT  | ماسي تكتيك تيم للسيدات ‏ MAT |
| --------------------------- | ---------------------------- | --------------------------- |
| م                           | عداء                         | مرتبة                       |
| 191                         | Agua Marina Espínola ‏ (طريق) | لم يكمل السباق              |
| 192                         | Mireia Benito ‏               | 64                          |
| 193                         | Maaike Coljé ‏                | 75                          |
| 194                         | Mireia Trias ‏                | لم يكمل السباق              |
| 195                         | Vita Heine ‏                  | 90                          |
| 196                         | Špela Kern ‏                  | 41                          |

| تيم كوب هايتك بوردكتس ‏ HPU | تيم كوب هايتك بوردكتس ‏ HPU | تيم كوب هايتك بوردكتس ‏ HPU |
| -------------------------- | -------------------------- | -------------------------- |
| م                          | عداء                       | مرتبة                      |
| 201                        | Caroline Andersson ‏        | لم يكمل السباق             |
| 202                        | ميكي كروجر                 | لم يكمل السباق             |
| 203                        | Amalie Lutro ‏              | 68                         |
| 204                        | Ann Helen Olsen‏            | لم يكمل السباق             |
| 205                        | Ingvild Gåskjenn ‏          | 58                         |
| 206                        | Anne Dorthe Ysland ‏        | لم يكمل السباق             |

| دروبز ‏ DRP | دروبز ‏ DRP        | دروبز ‏ DRP     |
| ---------- | ----------------- | -------------- |
| م          | عداء              | مرتبة          |
| 211        | ماريا مارتينز     | لم يكمل السباق |
| 212        | Dani Christmas ‏   | 62             |
| 213        | Alice Towers ‏     | 94             |
| 214        | Sara Penton ‏      | 40             |
| 215        | Elise Marie Olsen‏ | لم يكمل السباق |
| 216        | April Tacey ‏      | 81             |

| لفيف للسيدات ‏ LCW | لفيف للسيدات ‏ LCW    | لفيف للسيدات ‏ LCW |
| ----------------- | -------------------- | ----------------- |
| م                 | عداء                 | مرتبة             |
| 221               | لورين كريمر ‏         | لم يكمل السباق    |
| 222               | Naomi de Roeck‏       | 61                |
| 223               | Anna Nahirna ‏ (طريق) | لم يكمل السباق    |
| 224               | Bronwyn Macgregor‏    | 100               |
| 225               | Olena Sharha ‏        | 97                |
| 226               | Hanna Solovey ‏       | 59                |

| أوتوجلاس ويترين ‏ MUL | أوتوجلاس ويترين ‏ MUL | أوتوجلاس ويترين ‏ MUL |
| -------------------- | -------------------- | -------------------- |
| م                    | عداء                 | مرتبة                |
| 231                  | Anna Badegruber ‏     | لم يكمل السباق       |
| 232                  | Marijke de Smedt‏     | لم يكمل السباق       |
| 233                  | Fien Delbaere ‏       | 78                   |
| 234                  | آن صوفي دويك         | 67                   |
| 235                  | Céline van Houtum‏    | 77                   |
| 236                  | Kylie Waterreus ‏     | 63                   |

| Aromitalia–Basso Bikes–Vaiano ‏ VAI | Aromitalia–Basso Bikes–Vaiano ‏ VAI | Aromitalia–Basso Bikes–Vaiano ‏ VAI |
| ---------------------------------- | ---------------------------------- | ---------------------------------- |
| م                                  | عداء                               | مرتبة                              |
| 241                                | Olivija Baleišytė ‏                 | لم يكمل السباق                     |
| 242                                | Giada Borghesi ‏                    | لم يكمل السباق                     |
| 243                                | Letizia Borghesi ‏                  | 91                                 |
| 244                                | Inga Češulienė ‏                    | 92                                 |
| 245                                | راسا ليليفيتو                      | 33                                 |
| 246                                | Gemma Sernissi ‏                    | لم يكمل السباق                     |

| إن إكس تي جي ريسينغ ‏ NXG | إن إكس تي جي ريسينغ ‏ NXG | إن إكس تي جي ريسينغ ‏ NXG |
| ------------------------ | ------------------------ | ------------------------ |
| م                        | عداء                     | مرتبة                    |
| 251                      | Cathalijne Hoolwerf ‏     | لم يكمل السباق           |
| 252                      | Rozemarijn Ammerlaan ‏    | لم يكمل السباق           |
| 253                      | Julia Borgström ‏         | لم يكمل السباق           |
| 254                      | Ilse Pluimers ‏           | 95                       |
| 255                      | Amelia Sharpe ‏           | 72                       |
| 256                      | Catalina Soto ‏           | لم يكمل السباق           |

| روبل كليننينج ‏ RUP | روبل كليننينج ‏ RUP | روبل كليننينج ‏ RUP |
| ------------------ | ------------------ | ------------------ |
| م                  | عداء               | مرتبة              |
| 261                | Svenja Betz‏        | 98                 |
| 262                | Mia Griffin ‏       | لم يكمل السباق     |
| 263                | Antonia Gröndahl ‏  | 101                |
| 264                | Isabelle Beckers ‏  | لم يكمل السباق     |
| 265                | أليس شارب          | 83                 |
| 266                | Sara Van de Vel ‏   | 47                 |

| شارينت ماريتايم سيلينج للسيدات ‏ CMW | شارينت ماريتايم سيلينج للسيدات ‏ CMW | شارينت ماريتايم سيلينج للسيدات ‏ CMW |
| ----------------------------------- | ----------------------------------- | ----------------------------------- |
| م                                   | عداء                                | مرتبة                               |
| 271                                 | Noémie Abgrall ‏                     | لم يكمل السباق                      |
| 272                                 | Coralie Demay ‏                      | لم يكمل السباق                      |
| 273                                 | India Grangier ‏                     | 39                                  |
| 274                                 | Élodie Le Bail‏                      | لم يكمل السباق                      |
| 275                                 | Maëva Squiban ‏                      | لم يكمل السباق                      |
| 276                                 | Noemi Rüegg ‏                        | 23                                  |

| بيزكايا دورانجو ‏ BDP | بيزكايا دورانجو ‏ BDP | بيزكايا دورانجو ‏ BDP |
| -------------------- | -------------------- | -------------------- |
| م                    | عداء                 | مرتبة                |
| 281                  | ساندرا ألونسو        | لم يكمل السباق       |
| 282                  | Yurani Blanco ‏       | لم يكمل السباق       |
| 283                  | Daniela Campos ‏      | لم يكمل السباق       |
| 284                  | Émilie Fortin ‏       | لم يكمل السباق       |
| 285                  | Nadine Gill ‏         | لم يكمل السباق       |
| 286                  | إليزابيث هولدن       | لم يكمل السباق       |

| Lidl–Trek (women's team) ‏ TFS | Lidl–Trek (women's team) ‏ TFS | Lidl–Trek (women's team) ‏ TFS |
| ----------------------------- | ----------------------------- | ----------------------------- |
| م                             | عداء                          | مرتبة                         |
| 1                             | Ellen van Dijk                | 9                             |
| 2                             | لوسيندا براند                 | 50                            |
| 3                             | Audrey Cordon-Ragot (طريق)    | 22                            |
| 4                             | Lizzie Deignan                | 21                            |
| 5                             | إليسا ونغو بورغيني (طريق)     | 30                            |
| 6                             | روث ويندر                     | 49                            |

| فريق سنويب للسيدات ‏ DSM | فريق سنويب للسيدات ‏ DSM | فريق سنويب للسيدات ‏ DSM |
| ----------------------- | ----------------------- | ----------------------- |
| م                       | عداء                    | مرتبة                   |
| 11                      | لورينا ويبيس            | لم يكمل السباق          |
| 12                      | جولييت لابوس            | 16                      |
| 13                      | ليان ليبرت              | 20                      |
| 14                      | فلورتجي ماكايج          | 7                       |
| 15                      | فايفر جورجي             | 53                      |
| 16                      | Julia Soek ‏             | 106                     |

| Liv AlUla Jayco ‏ BEX | Liv AlUla Jayco ‏ BEX | Liv AlUla Jayco ‏ BEX |
| -------------------- | -------------------- | -------------------- |
| م                    | عداء                 | مرتبة                |
| 21                   | غريس براون           | 6                    |
| 22                   | Teniel Campbell ‏     | 82                   |
| 23                   | Arianna Fidanza ‏     | 43                   |
| 24                   | سارة روي (طريق)      | 24                   |
| 25                   | Moniek Tenniglo ‏     | 48                   |
| 26                   | Urška Žigart ‏        | 104                  |

| موفيستار للسيدات ‏ MOV | موفيستار للسيدات ‏ MOV    | موفيستار للسيدات ‏ MOV |
| --------------------- | ------------------------ | --------------------- |
| م                     | عداء                     | مرتبة                 |
| 31                    | أنيميك فان فليوتن (طريق) | 1                     |
| 32                    | باربرا جوارشي            | 102                   |
| 33                    | أود بيانيك               | 105                   |
| 34                    | أليسيا غونزاليس بلانكو   | لم يكمل السباق        |
| 35                    | غلوريا رودريغيز          | لم يكمل السباق        |
| 36                    | ليا توماس                | 14                    |

| ليف ريسينغ ‏ LIV | ليف ريسينغ ‏ LIV  | ليف ريسينغ ‏ LIV |
| --------------- | ---------------- | --------------- |
| م               | عداء             | مرتبة           |
| 41              | Valerie Demey ‏   | 46              |
| 42              | أليسون جاكسون    | 5               |
| 43              | Jeanne Korevaar ‏ | 19              |
| 44              | Evy Kuijpers ‏    | 103             |
| 45              | ثريا بالادين     | 18              |
| 46              | Marta Jaskulska ‏ | 34              |

| كانيون–إس آر إيه إم ‏ CSR | كانيون–إس آر إيه إم ‏ CSR | كانيون–إس آر إيه إم ‏ CSR |
| ------------------------ | ------------------------ | ------------------------ |
| م                        | عداء                     | مرتبة                    |
| 51                       | Neve Bradbury ‏           | 86                       |
| 52                       | Alice Barnes             | 54                       |
| 53                       | كاتارزينا نيفيادوما      | 2                        |
| 54                       | Elise Chabbey ‏ (طريق)    | 38                       |
| 55                       | إيلا هاريس               | لم يكمل السباق           |
| 56                       | الكسيس ريان              | 3                        |

| يو أي أيه تيم ‏ ALE | يو أي أيه تيم ‏ ALE | يو أي أيه تيم ‏ ALE |
| ------------------ | ------------------ | ------------------ |
| م                  | عداء               | مرتبة              |
| 61                 | مارتا باستيانيلي   | 32                 |
| 62                 | Maaike Boogaard ‏   | 44                 |
| 63                 | يوجينة بوجاك       | 8                  |
| 64                 | تاتيانا جوديرزو    | 108                |
| 66                 | صوفي رايت          | لم يكمل السباق     |

| FDJ–Suez ‏ FDJ | FDJ–Suez ‏ FDJ     | FDJ–Suez ‏ FDJ |
| ------------- | ----------------- | ------------- |
| م             | عداء              | مرتبة         |
| 71            | Stine Borgli ‏     | 10            |
| 72            | برودي شابمان      | 73            |
| 73            | Clara Copponi ‏    | 31            |
| 74            | Victorie Guilman ‏ | 89            |
| 75            | Marie Le Net ‏     | 74            |
| 76            | Évita Muzic ‏      | 17            |

| جامبو فيسما للسيدات ‏ TJV | جامبو فيسما للسيدات ‏ TJV | جامبو فيسما للسيدات ‏ TJV |
| ------------------------ | ------------------------ | ------------------------ |
| م                        | عداء                     | مرتبة                    |
| 81                       | Teuntje Beekhuis ‏        | 36                       |
| 82                       | أنوسكا كوستر             | 26                       |
| 83                       | بيرنيل ماثيسين           | لم يكمل السباق           |
| 85                       | Karlijn Swinkels ‏        | 27                       |
| 86                       | Julie Van de Velde ‏      | 29                       |

| بلانتور بورا سيلينج تيم ‏ PLP | بلانتور بورا سيلينج تيم ‏ PLP | بلانتور بورا سيلينج تيم ‏ PLP |
| ---------------------------- | ---------------------------- | ---------------------------- |
| م                            | عداء                         | مرتبة                        |
| 91                           | Yara Kastelijn ‏              | 15                           |
| 92                           | Aniek van Alphen ‏            | 69                           |
| 93                           | ساني كانت                    | 25                           |
| 94                           | Julie De Wilde ‏              | 96                           |
| 95                           | Marthe Truyen ‏               | لم يكمل السباق               |
| 96                           | إنج فان دير هيدين            | 42                           |

| دولتشيني فان إيك بروكسيموس ‏ DVE | دولتشيني فان إيك بروكسيموس ‏ DVE | دولتشيني فان إيك بروكسيموس ‏ DVE |
| ------------------------------- | ------------------------------- | ------------------------------- |
| م                               | عداء                            | مرتبة                           |
| 101                             | Marieke de Groot ‏               | لم يكمل السباق                  |
| 102                             | Amber Aernouts‏                  | لم يكمل السباق                  |
| 103                             | Victoire Berteau ‏               | لم يكمل السباق                  |
| 104                             | Nicole Steigenga ‏               | 79                              |
| 105                             | Jade Lenaers‏                    | لم يكمل السباق                  |
| 106                             | Fien van Eynde ‏                 | 93                              |

| لوتو بيليسول للسيدات ‏ LSL | لوتو بيليسول للسيدات ‏ LSL | لوتو بيليسول للسيدات ‏ LSL |
| ------------------------- | ------------------------- | ------------------------- |
| م                         | عداء                      | مرتبة                     |
| 111                       | Anna Plichta ‏             | 99                        |
| 112                       | Elise vander Sande‏        | 76                        |
| 113                       | Lone Meertens ‏            | لم يكمل السباق            |
| 114                       | حنا نيلسون                | 12                        |
| 115                       | Abby-Mae Parkinson ‏       | 84                        |

| اركيا للسيدات ‏ ARK | اركيا للسيدات ‏ ARK       | اركيا للسيدات ‏ ARK |
| ------------------ | ------------------------ | ------------------ |
| م                  | عداء                     | مرتبة              |
| 121                | بولين ألين               | لم يكمل السباق     |
| 122                | شارلوت بيكر              | 88                 |
| 123                | Léa Curinier ‏            | 87                 |
| 124                | Sandra Levenez ‏          | 107                |
| 125                | Amandine Fouquenet ‏      | 65                 |
| 126                | Marie-Morgane Le Deunff ‏ | لم يكمل السباق     |

| بنجوال شوفالمير ‏ CCT | بنجوال شوفالمير ‏ CCT | بنجوال شوفالمير ‏ CCT |
| -------------------- | -------------------- | -------------------- |
| م                    | عداء                 | مرتبة                |
| 141                  | Claudia Jongerius‏    | لم يكمل السباق       |
| 142                  | Caren Commissaris‏    | لم يكمل السباق       |
| 143                  | Justine Ghekiere ‏    | لم يكمل السباق       |
| 144                  | Demmy Druyts ‏        | لم يكمل السباق       |
| 145                  | كيلي فان دن ستين     | 80                   |
| 146                  | ثاليتا دي جونج       | 13                   |

| باركهوتل فالكنبورغ ‏ PHV | باركهوتل فالكنبورغ ‏ PHV | باركهوتل فالكنبورغ ‏ PHV |
| ----------------------- | ----------------------- | ----------------------- |
| م                       | عداء                    | مرتبة                   |
| 151                     | Leonie Bos ‏             | لم يكمل السباق          |
| 152                     | Lieke Nooijen ‏          | 70                      |
| 153                     | Pien Limpens ‏           | 66                      |
| 154                     | فيمكا ماركوس            | 56                      |
| 155                     | Julia van Bokhoven ‏     | 45                      |
| 156                     | كيرستي فان هافتن        | لم يكمل السباق          |

| EF Education–Tibco–SVB ‏ TIB | EF Education–Tibco–SVB ‏ TIB | EF Education–Tibco–SVB ‏ TIB |
| --------------------------- | --------------------------- | --------------------------- |
| م                           | عداء                        | مرتبة                       |
| 161                         | إيفا بورمان                 | 37                          |
| 162                         | كريستين فولكنر              | 51                          |
| 163                         | Sarah Gigante ‏              | 11                          |
| 164                         | نينا كيسلر                  | 55                          |
| 165                         | Tanja Erath ‏                | 85                          |
| 166                         | Eri Yonamine ‏               | 52                          |

| فالكار سيلانس ‏ VAL | فالكار سيلانس ‏ VAL | فالكار سيلانس ‏ VAL |
| ------------------ | ------------------ | ------------------ |
| م                  | عداء               | مرتبة              |
| 171                | إيلينا بيروني      | لم يكمل السباق     |
| 172                | Vittoria Guazzini ‏ | 4                  |
| 173                | Silvia Persico ‏    | 71                 |
| 174                | Silvia Pollicini ‏  | لم يكمل السباق     |
| 175                | Martina Alzini ‏    | لم يكمل السباق     |
| 176                | Margaux Vigié ‏     | لم يكمل السباق     |

| أيه آر مونكس برو سيكلينج للسيدات ‏ ASA | أيه آر مونكس برو سيكلينج للسيدات ‏ ASA | أيه آر مونكس برو سيكلينج للسيدات ‏ ASA |
| ------------------------------------- | ------------------------------------- | ------------------------------------- |
| م                                     | عداء                                  | مرتبة                                 |
| 181                                   | Katia Ragusa ‏                         | 60                                    |
| 182                                   | Maria Novolodskaya ‏                   | 28                                    |
| 183                                   | Lizbeth Salazar ‏                      | 35                                    |
| 184                                   | Jade Teolis‏                           | لم يكمل السباق                        |
| 185                                   | Maria Vittoria Sperotto ‏              | 57                                    |
| 186                                   | Mariia Miliaeva ‏                      | لم يكمل السباق                        |

| ماسي تكتيك تيم للسيدات ‏ MAT | ماسي تكتيك تيم للسيدات ‏ MAT  | ماسي تكتيك تيم للسيدات ‏ MAT |
| --------------------------- | ---------------------------- | --------------------------- |
| م                           | عداء                         | مرتبة                       |
| 191                         | Agua Marina Espínola ‏ (طريق) | لم يكمل السباق              |
| 192                         | Mireia Benito ‏               | 64                          |
| 193                         | Maaike Coljé ‏                | 75                          |
| 194                         | Mireia Trias ‏                | لم يكمل السباق              |
| 195                         | Vita Heine ‏                  | 90                          |
| 196                         | Špela Kern ‏                  | 41                          |

| تيم كوب هايتك بوردكتس ‏ HPU | تيم كوب هايتك بوردكتس ‏ HPU | تيم كوب هايتك بوردكتس ‏ HPU |
| -------------------------- | -------------------------- | -------------------------- |
| م                          | عداء                       | مرتبة                      |
| 201                        | Caroline Andersson ‏        | لم يكمل السباق             |
| 202                        | ميكي كروجر                 | لم يكمل السباق             |
| 203                        | Amalie Lutro ‏              | 68                         |
| 204                        | Ann Helen Olsen‏            | لم يكمل السباق             |
| 205                        | Ingvild Gåskjenn ‏          | 58                         |
| 206                        | Anne Dorthe Ysland ‏        | لم يكمل السباق             |

| دروبز ‏ DRP | دروبز ‏ DRP        | دروبز ‏ DRP     |
| ---------- | ----------------- | -------------- |
| م          | عداء              | مرتبة          |
| 211        | ماريا مارتينز     | لم يكمل السباق |
| 212        | Dani Christmas ‏   | 62             |
| 213        | Alice Towers ‏     | 94             |
| 214        | Sara Penton ‏      | 40             |
| 215        | Elise Marie Olsen‏ | لم يكمل السباق |
| 216        | April Tacey ‏      | 81             |

| لفيف للسيدات ‏ LCW | لفيف للسيدات ‏ LCW    | لفيف للسيدات ‏ LCW |
| ----------------- | -------------------- | ----------------- |
| م                 | عداء                 | مرتبة             |
| 221               | لورين كريمر ‏         | لم يكمل السباق    |
| 222               | Naomi de Roeck‏       | 61                |
| 223               | Anna Nahirna ‏ (طريق) | لم يكمل السباق    |
| 224               | Bronwyn Macgregor‏    | 100               |
| 225               | Olena Sharha ‏        | 97                |
| 226               | Hanna Solovey ‏       | 59                |

| أوتوجلاس ويترين ‏ MUL | أوتوجلاس ويترين ‏ MUL | أوتوجلاس ويترين ‏ MUL |
| -------------------- | -------------------- | -------------------- |
| م                    | عداء                 | مرتبة                |
| 231                  | Anna Badegruber ‏     | لم يكمل السباق       |
| 232                  | Marijke de Smedt‏     | لم يكمل السباق       |
| 233                  | Fien Delbaere ‏       | 78                   |
| 234                  | آن صوفي دويك         | 67                   |
| 235                  | Céline van Houtum‏    | 77                   |
| 236                  | Kylie Waterreus ‏     | 63                   |

| Aromitalia–Basso Bikes–Vaiano ‏ VAI | Aromitalia–Basso Bikes–Vaiano ‏ VAI | Aromitalia–Basso Bikes–Vaiano ‏ VAI |
| ---------------------------------- | ---------------------------------- | ---------------------------------- |
| م                                  | عداء                               | مرتبة                              |
| 241                                | Olivija Baleišytė ‏                 | لم يكمل السباق                     |
| 242                                | Giada Borghesi ‏                    | لم يكمل السباق                     |
| 243                                | Letizia Borghesi ‏                  | 91                                 |
| 244                                | Inga Češulienė ‏                    | 92                                 |
| 245                                | راسا ليليفيتو                      | 33                                 |
| 246                                | Gemma Sernissi ‏                    | لم يكمل السباق                     |

| إن إكس تي جي ريسينغ ‏ NXG | إن إكس تي جي ريسينغ ‏ NXG | إن إكس تي جي ريسينغ ‏ NXG |
| ------------------------ | ------------------------ | ------------------------ |
| م                        | عداء                     | مرتبة                    |
| 251                      | Cathalijne Hoolwerf ‏     | لم يكمل السباق           |
| 252                      | Rozemarijn Ammerlaan ‏    | لم يكمل السباق           |
| 253                      | Julia Borgström ‏         | لم يكمل السباق           |
| 254                      | Ilse Pluimers ‏           | 95                       |
| 255                      | Amelia Sharpe ‏           | 72                       |
| 256                      | Catalina Soto ‏           | لم يكمل السباق           |

| روبل كليننينج ‏ RUP | روبل كليننينج ‏ RUP | روبل كليننينج ‏ RUP |
| ------------------ | ------------------ | ------------------ |
| م                  | عداء               | مرتبة              |
| 261                | Svenja Betz‏        | 98                 |
| 262                | Mia Griffin ‏       | لم يكمل السباق     |
| 263                | Antonia Gröndahl ‏  | 101                |
| 264                | Isabelle Beckers ‏  | لم يكمل السباق     |
| 265                | أليس شارب          | 83                 |
| 266                | Sara Van de Vel ‏   | 47                 |

| شارينت ماريتايم سيلينج للسيدات ‏ CMW | شارينت ماريتايم سيلينج للسيدات ‏ CMW | شارينت ماريتايم سيلينج للسيدات ‏ CMW |
| ----------------------------------- | ----------------------------------- | ----------------------------------- |
| م                                   | عداء                                | مرتبة                               |
| 271                                 | Noémie Abgrall ‏                     | لم يكمل السباق                      |
| 272                                 | Coralie Demay ‏                      | لم يكمل السباق                      |
| 273                                 | India Grangier ‏                     | 39                                  |
| 274                                 | Élodie Le Bail‏                      | لم يكمل السباق                      |
| 275                                 | Maëva Squiban ‏                      | لم يكمل السباق                      |
| 276                                 | Noemi Rüegg ‏                        | 23                                  |

| بيزكايا دورانجو ‏ BDP | بيزكايا دورانجو ‏ BDP | بيزكايا دورانجو ‏ BDP |
| -------------------- | -------------------- | -------------------- |
| م                    | عداء                 | مرتبة                |
| 281                  | ساندرا ألونسو        | لم يكمل السباق       |
| 282                  | Yurani Blanco ‏       | لم يكمل السباق       |
| 283                  | Daniela Campos ‏      | لم يكمل السباق       |
| 284                  | Émilie Fortin ‏       | لم يكمل السباق       |
| 285                  | Nadine Gill ‏         | لم يكمل السباق       |
| 286                  | إليزابيث هولدن       | لم يكمل السباق       |

## التصنيف العام النهائي
| التصنيف العام                          | التصنيف العام        | التصنيف العام    | التصنيف العام                      | التصنيف العام |
| العداء                                 | العداء               | البلد            | الفريق                             | الوقت         |
| -------------------------------------- | -------------------- | ---------------- | ---------------------------------- | ------------- |
| 1                                      | أنيميك فان فليوتن    | هولندا           | Movistar Women                     | 3 س 04 د 04 ث |
| 2                                      | Katarzyna Niewiadoma | بولندا           | Canyon-SRAM Racing                 | + 0 ث         |
| 3                                      | الكسيس ريان          | الولايات المتحدة | Canyon-SRAM Racing                 | + 19 ث        |
| 4                                      | Vittoria Guazzini ‏   | إيطاليا          | Valcar Travel & Service            | + 19 ث        |
| 5                                      | أليسون جاكسون        | كندا             | Liv Racing                         | + 19 ث        |
| 6                                      | غريس براون           | أستراليا         | Team BikeExchange                  | + 19 ث        |
| 7                                      | فلورتجي ماكايج       | هولندا           | Team DSM                           | + 19 ث        |
| 8                                      | يوجينة بوجاك         | سلوفينيا         | Alé BTC Ljubljana                  | + 19 ث        |
| 9                                      | Ellen van Dijk       | هولندا           | Trek-Segafredo                     | + 19 ث        |
| 10                                     | Stine Borgli ‏        | النرويج          | FDJ-Nouvelle Aquitaine-Futuroscope | + 19 ث        |
| مصدر: ProCyclingStats Cycling Quotient |                      |                  |                                    |               |

## وصلات خارجية
- الموقع الرسمي
- لمحة عن سباق دفارز دور فلاندرز للسيدات 2021 على موقع  ProCyclingStats   (برو  سايكلنج  ستاتس) - إحصاءات  محترفي  الدراجات.
- دفارز دور فلاندرز للسيدات 2021 على موقع إحصائيات الدراجات الإحترافية (الإنجليزية)